# Simira
Simira  es un género con 43 especies  de plantas con flores perteneciente a la familia de las rubiáceas. Es el único género de la tribu Simireae.
Es nativo de México y Centro y Suramérica.

## Especies seleccionadas
- Simira aristeguietae (Steyerm.) Steyerm. (1972).
- Simira calderoniana (Standl.) Steyerm. (1972).
- Simira catappifolia (Standl.) Steyerm. (1972).
- Simira cesariana C.M.Taylor (2000).
- Simira erythroxylon (Willd.) Bremek., denominada en Venezuela aguatire[3]
- Simira rubescens (Benth.) Bremek. ex Steyerm - paraguata del Orinoco[4]